# Girl in the Box
Girl in the Box ist ein US-amerikanischer Spielfilm aus dem Jahr 2016 über die Entführung von Colleen Stan, die von 1977 bis 1984 im Haus ihres Entführers jahrelang als gefangen gehalten und sexuell misshandelt wurde, ehe ihr die Flucht gelang. Die Hauptrolle der Colleen Stan spielte Addison Timlin.

## Handlung
In einer düsteren Nacht: Das Ehepaar Cameron und Janice Hooker fährt mit dem Wagen in einen Wald, wo sie eine Frauenleiche begraben. Janice ist verängstigt und emotional, woraufhin Cameron erwidert, dass es ein Unfall war und er der Frau gesagt hatte, dass sie nicht schreien soll.
17. Mai 1977, Nord-Kalifornien: Die zwanzigjährige Colleen aus Eugene, Oregon, reist per Anhalter ins kalifornische Westwood, um eine Freundin zu überraschen, die ihren Geburtstag feiert. Unterwegs trifft sie auf der Straße auf den Wagen von Cameron und Janice und wird von den beiden mitgenommen. Unter dem Vorwand, eine Höhle zu besuchen, bringen die beiden Colleen zu einem abgelegenen Stück Wald, wo Cameron Colleen fesselt und knebelt und sie als Gefangene in das Haus des Paares entführt. Im Keller entkleidet er Colleen, peitscht sie aus und sperrt sie in eine Kiste. Janice, eine tiefreligiöse Christin, sieht sich durch ihr Ehegelübde vor Gott daran gebunden ihrem Mann zu gehorchen, auch als dieser erklärt, dass er Colleen für längere Zeit im Keller gefangen halten will. Janice wird wenige Monate später von Cameron schwanger.
Cameron beschließt, Colleen ohne ein Schloss und Ketten an sich zu binden, indem er ihren Geist bricht. Rund sieben Monate nach ihrer Entführung legt er ihr einen Zeitungsartikel vor, der über Menschenhandel in den USA berichtet, in denen Mafia-ähnliche Strukturen eingebunden sind. Cameron erzählt Colleen, dass er mit „der Firma“ (englisch:„the Company“) in Kontakt steht und diese ihm Colleen als Sklavin verkauft hat. Ferner weist er sie darauf hin, dass bei einer Flucht einer Sklavin die Firma nicht nur diese, sondern auch ihre Familie bestraft. Colleen stimmt ihrem Sklavenvertrag zu, wird formal Camerons Sklavin, trägt von nun an ein Halsband und erhält den Namen „K“. Im September 1978 bringt Janice ihre Tochter Amber zur Welt.
März 1979: Cameron übt psychischen Druck auf Colleen aus, dass sie nicht auf die Idee kommen soll zu fliehen, woraufhin er sie soweit gefügig macht, dass er sie aus dem Haus lässt und in den Wald mit ihr Holz hacken geht. Als Cameron sich dabei verletzt, erhält Colleen die Chance zur Flucht, bleibt jedoch bei ihm. Janice ist eifersüchtig auf Colleen, woraufhin Cameron ihr anbietet, seine Sklavin mit ihr zu teilen. Cameron sieht dies Ansporn Sex zu dritt zu haben und vergewaltigt Colleen, verstößt damit aber gegen den Schwur, den er Janice zwei Jahre zuvor gegeben hat, genau dies nicht zu tun. Dennoch kann Janice ihre Eifersucht kaum unterdrücken, woraufhin Cameron sowohl seiner tiefreligiösen Frau als auch Colleen gegenüber mittels der Bibel zu belegen versucht, dass ihr beider Schicksal gottgewollt ist. Letztlich seien Janice und Colleen wie Abrahams Frau Sara und seine Magd Hagar. Janice überzeugt dies, woraufhin sie versucht, sich mit Colleen anzufreunden, und ihr verbietet, sie weiter mit „Ma’am“ anzureden. Stattdessen soll sie sie Jan nennen.
März 1983: 2135 Tage sind seit Colleens Entführung vergangen. Cameron erklärt Colleen, dass sie ihre Familie besuchen könne, die Firma habe zugestimmt, und unterzieht sie einem Gehorsamkeitstest, indem er sie nötigt, das Ende einer Schrotflinte in den Mund zu nehmen und den Abzug zu drücken. Colleen kommt dem nach, doch ist die Waffe nicht geladen. Cameron fährt mit Colleen zu ihrer Familie, die erfreut ist sie wiederzusehen, aber richtigerweise vermutet, das etwas mit ihr nicht stimmt und sie womöglich in den Kult einer Sekte geraten ist, doch will ihr Vater sie auf keinen Fall verschrecken. Colleens Schwester Bonnie spürt jedoch, dass es um mehr gehen muss, auch als Cameron zu Colleens eigener Verwunderung gegenüber ihren Eltern erklärt, dass sie bald heiraten wollen. Zurück im Haus der Hookers erfährt Janice, dass Cameron Colleen heiraten will, worauf sie ihn verlässt. Cameron sperrt Colleen wutentbrannt in einen unterirdischen großen Keller, den er angelegt hat und der, wie er sagt, „noch für andere Platz“ hat. In der Nacht kehrt Janice jedoch zurück, befreit Colleen und erzählt ihr, dass Cameron Colleen töten wird, sobald er ihrer überdrüssig ist, so wie er es schon mit einer jungen Frau namens Marliz getan hat, die das Paar ein Jahr vor Colleen gekidnappt hat. Janice fährt Colleen zu einer Bushaltestelle und bittet sie, den Bus zu nehmen und ihrem Schicksal als Sklavin zu entgehen. Auf Colleens ängstliche Frage, was mit der „Firma“ ist, antwortet sie, dass es keine gibt, woraufhin Colleen den Bus besteigt und davonfährt.
Der Abspann verkündet, dass Cameron Hooker zu 104 Jahren Gefängnis verurteilt wurde. Janice Hooker wurde volle Immunität gewährt, da sie gegen ihren Mann als Zeugin aussagte. Janice gestand den Mord an Marliz, deren Leiche nie gefunden wurde. Colleen Stan verbrachte 2640 Tage in Gefangenschaft. Sie schreibt ihr Überleben dieser Zeit ihrem christlichen Glauben zu.

## Wissenswertes
Der Film verzichtet auf die explizite Darstellung sexueller Gewalt. Regisseur und Drehbuchautor Stephen Kemp verantwortete zwei Jahre später in denselben Funktionen die Verfilmung eines weiteren bekannten Entführungsfalls in dem Film Girl in the Bunker.

## Kritiken
In der Internet Movie Database kommt der Film auf eine Wertung von 6,2 von 10 Punkten bei rund 2300 abgegebenen Bewertungen.